# كوسيريا
كوسيريا هي كومونا في مقاطعة سافونا في منطقة ليغوريا الإيطالية ، وتقع على بعد حوالي 60 كيلومتر (37 ميل) غرب جنوة وحوالي 20 كيلومتر (12 ميل) شمال غرب سافونا .
تقع بلدة كوسيريا على حدود البلديات التالية: القاهرة مونتنوت ، وكاركير ، وجينجيو ، وميليسيمو ، وبلوديو . أخذت فرقة المشاة الخامسة كوسيريا اسمها من المدينة.

## روابط خارجية
- الموقع الرسمي